# Springpingvin
Springpingvin (latin: Eudyptes chrysocome) er en af omkring 18 pingvinarter. 
På engelsk kaldes den Southern Rockhopper Penguin på grund af dens adfærd: den springer eller hopper på klipperne i udbredelseområdet som er Falklandsøerne, Argentina, Chile. Denne pingvin er nært beslægtet med rødfodet springpingvin (Eudyptes moseleyi), der af nogle betragtes som en underart af springpingvin.

## Fakta
- Føde: Hovedsageligt krill og andre krebsdyr, men også fisk og blæksprutter.
- Yngleområder: Subantarktiske øer.
- Antal æg pr. kuld: 2 stk.
- Rugetid: 32-34 dage.
- Kropslængde: 55-62 cm.
- Vægt: 2-3 kg.

## Hybrid-eksemplar
København Zoo havde i slutningen af 1980'erne en enkelt springpingvinhun sammen med sine humboldtpingviner. Hunnen fik efter mange parringsforsøg en unge, som viste sig at være halvt af hver, altså en hybrid. Den døde efter et års tid af stofskifterelaterede problemer, formentlig netop forårsaget af hybridiseringen.